# Заозер'є (Велізький район)
Заозер'є (рос. Заозёрье) — присілок Велізького району Смоленської області Росії. Адміністративний центр Заозерського сільського поселення.
Населення — 207 осіб (2007 рік).